# 亚历山大·伊万诺维奇·奥尔洛夫
亚历山大·伊万诺维奇·奥尔洛夫（俄语：Александр Иванович Орлов，1873年—1948年）是俄罗斯帝国至苏联时代活跃的古典音乐指挥家。全联盟无线电管弦乐团初代音乐总监。

## 生平
1873年生于圣彼得堡。早年在聖彼得堡音樂學院跟随彼得·克拉斯诺库特斯基学习小提琴，阿纳托利·利亚多夫学习音樂理論。后赴柏林跟随保罗·尤翁学习指挥。1891年开始加入乐队演出。1907年开始，主要在敖德薩、雅尔塔、顿河畔罗斯托夫、基斯洛沃茨克等俄罗斯帝国南部都市进行指挥活动。
1912年至1917年，在莫斯科担任謝爾蓋·庫塞維茲基交响乐团指挥，同时从事歌剧制作。
1925年至1929年，担任國立烏克蘭歌劇院首席指挥，同时在担任基辅音乐学院教授，培养了纳坦·拉赫林等学生。
1930年至1937年，担任全联盟无线电管弦乐团初代音乐总监。
1948年在莫斯科去世。安葬于新圣女公墓。